# Das Mirakel
Das Mirakel er en tysk stumfilm fra 1912 af Max Reinhardt og Mime Misu.